# Johan George I van Saksen-Eisenach
Johan George I van Saksen-Eisenach (Weimar, 12 juli 1634 - Wilhelmsthal, 19 september 1686) was van 1671 tot aan zijn dood hertog van Saksen-Eisenach. Hij behoorde tot de Ernestijnse linie van het huis Wettin.

## Levensloop
Johan George I was de vijfde zoon van hertog Willem van Saksen-Weimar en diens echtgenote Eleonora Dorothea, dochter van vorst Johan George I van Anhalt-Dessau. In 1655 ging hij als officier in dienst in het leger van het keurvorstendom Brandenburg. In dit leger commandeerde hij vervolgens een cavalerieregiment en in 1658 werd hij generaal-majoor. Hij vocht in Polen en werd aansluitend tot keizerlijk generaal-veldmaarschalk-luitenant benoemd.
Na de dood van zijn vader in 1662 werd het Saksen-Weimar verdeeld tussen Johan George I en zijn drie nog levende broers. Hierbij kreeg hij het hertogdom Saksen-Marksuhl toegewezen. In 1668 overleed zijn broer Adolf Willem van Saksen-Eisenach, waarna Johan George regent werd voor diens minderjarige zoon Willem August. Na het overlijden van Willem August in 1671 erfde hij het hertogdom Saksen-Eisenach.
In 1686 stierf Johan George op 52-jarige leeftijd in het jachtslot in Wilhelmsthal, ten gevolge van een jachtongeval. Onder de gezelschapsnaam de Dragende was hij eveneens lid van het Vruchtdragende Gezelschap.  

## Huwelijk en nakomelingen
Op 29 mei 1661 huwde hij met Johannetta (1632-1701), dochter van graaf Ernst van Sayn-Wittgenstein. Ze kregen acht kinderen:
- Eleonora Erdmuthe Louise (1662-1696), huwde eerst in 1681 met markgraaf Johan Frederik van Brandenburg-Ansbach en daarna in 1692 met keurvorst Johan George IV van Saksen
- Frederik August (1663-1684), erfprins van Saksen-Eisenach
- Johan George II (1665-1698), hertog van Saksen-Eisenach
- Johan Willem (1666-1729), hertog van Saksen-Eisenach
- Maximiliaan Hendrik (1666-1668)
- Louise (1668-1669)
- Frederika Elisabeth (1669-1730), huwde in 1698 met hertog Johan George van Saksen-Weißenfels
- Ernst Gustaaf (1672-1672)